# Diakène Ouolof
Pour les articles homonymes, voir Diakène.
Diakène Ouolof est un village du Sénégal situé en Basse-Casamance. Il fait partie de la communauté rurale d'Oukout, dans l'arrondissement de Loudia Ouoloff, le département d'Oussouye et la région de Ziguinchor.
Lors du dernier recensement (2002), la localité comptait 569 habitants et 79 ménages.

## Présentation
Pour aller à Diakène Ouoloff, il faut prendre une piste au kilomètre 11 de la route Oussouye-Cap Skirring. Vous faites environ deux kilomètres pour arriver dans ce beau village qui se singularise par une forêt de cocotiers qui côtoient les maisons. Il compte environ 600 habitants. Les populations sont composées d'agriculteurs en grande partie, de pêcheurs, d'ouvriers du bâtiment, de maraîchères, etc.

Le village dispose d'une école de six classes et d'un poste de santé.
Vous avez un campement paradisiaque dans l'île (inhabitée) voisine d'Eguèye à 10 minutes de pirogue à partir du débarcadère du village.
Dans ce village habitait un grand homme, riche, du nom de Adama NDIAYE qui s'est toujours battu pour une atmosphère paisible et humanitaire dans le village.C'est ainsi qu'en 1993, il sera assassiné par des rebelles et laissant derrière lui son dernier fils du nom de Ameth NDIAYE qu'il n'a même pas eu l'occasion de prendre dans ses bras, car ce dernier vivant a Ziguinchor avec sa maman.

## Histoire
Quelques événements qui ont marqué le village.
La vie du village est marquée par un certain nombre d’événements qui sont :
- L’arrivée des pionniers et leurs efforts pour humaniser un environnement hostile (au milieu très probablement du XIXe siècle).
- L’arrivée du colon avec l’établissement des maisons de commerce.
- La naissance du concept de chef de village a eu ses débuts dans la région à Diakène Ouoloff.
- Les différentes guerres de survie livrées par les pionniers pour sauvegarder leurs terres et continuer à vivre à Diakène Ouoloff.
- La visite du président du Conseil Mamadou Dia en 1961.
- La visite du président de la République Léopold Sédar Senghor en 1968.
- La création de l’école élémentaire et du poste de santé en 1968.
- Le naufrage du Joola le 26 septembre 2002.